# Volžsk
Volžsk je grad u ruskoj republici Marij Elu, Privolški savezni okrug. Nalazi se na 55°52′60″sjeverne zemljopisne širine i 48°19′60″istočne zemljopisne dužine.

## Smještaj
Nalazi se u južnom kutu Marijske republike, na tromeđi s republikama Tatarstanom i Čuvašijom, na sjevernoj obali rijeke Volge. 
Par km na istok, cestom uz Volgu, u Tatarstanu, se nalazi grad Zelenodoljsk. Južno, preko Volge, u Čuvašijoj, se nalazi grad Kozlovka. Uzvodno Volgom bi se došlo do četvrtog većeg grada u Marijskoj, Zvenigova.
Također, južno od Volžska, na rijeci Volgi, pred gradom se nalazi nekoliko riječnih otoka. Nakon Volžska, Volga prelazi iz toka prema jugoistoku u tok prema istoku, i tvori Kujbiševsko jezero.

## Stanovništvo
Drugi je po veličini grad u toj ruskoj republici, iza glavnog grada Joškar-Ole.
Broj stanovnika: 58.046 
Ime je dobio po rijeci Volzi.
Vremenska zona: Moskovsko vrijeme